# 田口トモロヲ
田口 トモロヲ（たぐち トモロヲ、1957年11月30日 - ）は、日本の俳優、ナレーター、ミュージシャン、映画監督、元エロ劇画家。マッシュ所属。東京都武蔵野市出身。獨協大学経済学部中退（4年間一度も進級しなかった）。本名は田口 智朗（たぐち ともお）。パンク・ファンクバンドばちかぶりのボーカリストとしても活動。
2000年代前半に放送されたNHKのドキュメンタリー番組『プロジェクトX』のナレーションも担当していた。

## 人物
在学中からアングラ演劇、自主映画、自販機本などに係わる。1978年、劇団「発見の会」入団。1979年、自販機本『劇画アリス』（アリス出版）に掲載した「愛虐の果て」で漫画家デビュー。1982年には『俗物図鑑』で映画デビュー。1985年、ケラと共に演劇集団「劇団健康」を結成し、第3回公演「カイカイデー」まで参加していた。
その傍ら、エロ劇画家、ライター、イラストレーターなどで生計を立てていた（名義は本名の「田口智朗」の他「たぐちともろを」など）。漫画家としては自販機本やエロ劇画誌で活動し、1979年11月にはアリス出版から『増刊劇画アリス 田口智朗の世界』が刊行され、1981年には唯一の単行本『ノーパン・パニック』（サン出版）を刊行した。三流劇画ブームが去った後も、青林堂の『月刊漫画ガロ』1986年8月号に「熱海の夜」が入選し、1993年7月号掲載の「爆裂肉ちまき」まで断続的に活動を続けていた。「初期エロ劇画家時代の彼にも眼を見張るものがあった」という意見は多く、担当編集者の米沢嘉博は「ジョニー・ロットン、コリン・ウィルスン、三上寛などが引用され、当時のパンクロック的ムードがあふれている。石井隆の影響下にある絵柄はおくにしても、絵の描き込みより、ドラマツルギーとバイオレンスやSEXの疾走をエネルギッシュに物語ろうとする描き手だった。背景への写真コピーの使用や、一ページ一コマの大画面など、無頓着とも見える画面が、しかしそれなりの効果をあげ、ドラマを読んでいる」と評している。また前出の単行本も古書に高値が付いているが、本人は「技術がないのが自分でもわかってしまって、飽きてやめた」と語っている。
1983年に代々木公園で見たじゃがたらのライブに影響され、パンクバンド「ガガーリン」を結成後、伝説的自販機本『HEAVEN』主催のアンダーグラウンド・ロック集会「天国注射の昼」にも出演していたそうだが、植木等の映画の曲を演奏したため、版権の関係でライブビデオには収録されていない。その後、1984年にばちかぶりを結成（ナゴムレコード所属）。
俳優としては、以前より数々のピンク映画やアダルトビデオに出演していたが、1989年12月31日に放映された実話ドラマ『シャボン玉の消えた日』（日本テレビ）で、自らも尊敬する植木等役を演じたのを皮切りに、同時期に主演した塚本晋也監督の劇場映画『鉄男』が話題を集めて世間から注目され出し、カルト映画出演俳優として知られるようになる。三池崇史監督映画にも頻繁に出演。2003年映画監督業へ挑戦、『アイデン&ティティ』を撮影する。
1994年にハリウッド俳優のチャールズ・ブロンソンの男気に憧れるあまり、漫画家のみうらじゅんとユニット「ブロンソンズ」を結成。またブロンソンの影響でか「仕事は選ばず手を抜かず」を信条としており、その役作りにおいては圧倒的なこだわりを見せる。自らプロレスラーを演じた映画『MASK DE 41』では監督から「20kgデカくなってほしい」との要望を受け、クランクイン前の約1年間をかけてアニマル浜口のジムとFMWの道場で過酷なトレーニングを積み肉体改造に成功。さらにハヤブサとのスパーリング特訓で、試合シーンも吹き替え無しで演じきった。
2000年3月28日から2005年12月28日まで放送のNHK総合テレビ『プロジェクトX〜挑戦者たち〜』ではナレーションで人気を集め、放送終了後も『プロジェクトX』をモチーフとするバラエティ番組のコーナーでナレーションをすることがある。
『仮面ライダー THE NEXT』ではショッカーの怪人シザーズジャガーを演じ、アドリブを入れすぎて監督の田﨑竜太に制止されたという。また、同作では「眼鏡をかけたまま仮面を被る」という前代未聞の変身を、ことさら強調せず自然に演じた。本人は「仮面は眼鏡のことを考えて作られていないので被りにくかったが、シザーズジャガーの使命としてやり遂げた」「今後も機会があれば、帽子を被ったままの変身など、いろいろやってみたい」と語っている。
「ばちかぶり」時代のライブパフォーマンスでライブスタート時に炊飯器でご飯を炊き、ライブ中に炊き上がったご飯の入った炊飯器の中に脱糞したパフォーマンスは今や伝説となっている。なお、根が真面目な性格なため、前日から下剤を飲むなどして腸の調子を調整していた。
2009年3月、イラストレーターの安斎肇が率いる5人組パンクバンド、「LASTORDERZ」にボーカルとして正式加入した。
2024年4月、18年ぶりに復活したNHK総合テレビ「新プロジェクトX 挑戦者たち」でもナレーションとして続投している。
メガネを使用する事が多い。ただし一部のドラマや映画にはメガネ無しで出演している。

## 監督作品
- アイデン&ティティ（2004年）
- 色即ぜねれいしょん（2009年）
- ピース オブ ケイク（2015年）

## 出演

### 映画
1980年代
- 俗物図鑑（1982年）
- 鉄男（1989年） - 主演・男 役

1990年代
- ワンルーム・ストーリー「いかしたベイビー」（1991年） - サクライユタカ 役
- 鉄男II BODY HAMMER（1992年） - 主演・谷口明生 役
- オールナイトロング（1992年） - 航空会社人事担当官 役
- くまちゃん（1993年） - 三鷹喜也 役
- さまよえる脳髄（1993年） - 福島助手 役
- ヌードの夜（1993年） - 健三 役
- SAEKO（1994年） - 八代組の黒田 役
- 首領を殺った男（1994年） - 杉本忠志 役
- 夢魔（1994年） - 中塚幸彦 役
- undo（1994年） - カウンセラー 役
- 愛の新世界（1994年） - ナイフの男 役
- 君といつまでも（1995年） - 加倉井 役
- Love Letter（1995年） - 藤井慎吉 役
- KAMIKAZE TAXI（1995年） - チャップリン 役
- のぞき屋 NOZOKIYA（1995年） - 小林厚夫 役
- プ（1995年） - シンスケ 役
- 打ち上げ花火、下から見るか? 横から見るか?（1995年） - 祐介の父 役
- 新宿黒社会 チャイナマフィア戦争（1995年） - 王志明 役
- あした（1995年） - 笹山哲 役
- 麗霆゛子 レディース!!MAX（1996年） - 大手スーパー店員 役
- FRIED DRAGON FISH（1996年） - セールスマン 役
- 「物陰に足拍子」より MIDORI（1996年） - 石井先生 役
- ガメラ2 レギオン襲来（1996年） - 地下鉄運転手（石田） 役
- スワロウテイル（1996年） - 本田 役
- 魔界転生（1996年） - 由比正雪 役
- 極道戦国志 不動（1996年） - たれこみ屋 役
- 弾丸ランナー（1996年） - 主演・安田新吉 役
- THE DEFENDER（1997年） - エッジ 役
- うなぎ（1997年） - 堂島英次（桂子の愛人） 役 ※ 『第52回毎日映画コンクール』男優助演賞
- ピエタ（1997年）
- タイム・リープ あしたはきのう（1997年） - 杉田治 役
- 極道黒社会 RAINY DOG（1997年）
- 鉄塔 武蔵野線（1997年） - 鉄塔巡視員 役
- ポストマン・ブルース（1997年） - 篠原一郎 役
- 私たちが好きだったこと（1997年） - 鈴木 役
- 東京日和（1997年） - 高橋 役
- お墓がない!（1998年） - 高木登 役
- SADA〜戯作・阿部定の生涯（1998年） - 金ちゃん 役
- 元気の神様（1998年）
- 不夜城 SLEEPLESS TOWN（1998年） - 遠沢賢治 役
- アンドロメディア（1998年） - 合田 役
- くノ一忍法帖 柳生外伝（1998年） - 漆戸虹七郎 役
- 大怪獣東京に現わる（1998年） - 高校の生物教師 役
- カンゾー先生（1998年）
- サソリ 女囚701号（1998年）
- たどんとちくわ（1998年） - 富山 役
- ベル・エポック（1998年）
- ガメラ3 邪神覚醒（1999年） - 医師 役
- 富江（1999年） - 原田省二 役
- 日本黒社会 LEY LINES（1999年） - 張 役
- 天使に見捨てられた夜（1999年）
- 双生児（1999年） - 診療所患者・中年 役
- 金融腐蝕列島〔呪縛〕（1999年） - 気の弱い守衛 役
- サラリーマン金太郎（1999年） - 芝幡 役
- DEAD OR ALIVE 犯罪者（1999年） - 龍一の幼なじみ 役
- 御法度（1999年） - 湯沢藤次郎 役

2000年代
- Kamome カモメ（2000年）
- ケイゾク/映画 Beautiful Dreamer（2000年） - 瀧山吉弘 役
- バレット・バレエ BULLET BALLET（2000年） - 警官 役
- MONDAY（2000年） - 島光彦 役
- 千里眼（2000年） - 西嶺徹哉 役
- 押切 OSHIKIRI（2000年）
- スイート・スイート・ゴースト（2000年）
- 弱虫（チンピラ）（2000年） - 船水良輔 役
- 三文役者（2000年） - 悪党の俳優 役 ※Har'G KAITELS名義
- DEAD OR ALIVE 2 逃亡者（2000年） - 彗星を観察する男 役
- 東京ゴミ女（2001年）
- 岸和田少年愚連隊 カオルちゃん最強伝説（2001年） - 倉本 役
- DRUG（2001年）
- -less（2001年）
- 赤い橋の下のぬるい水（2001年） - マラソンコーチ 役
- 私の骨（2001年） - 主演・佐藤英一 役
- 東京ハレンチ天国 さよならのブルース（2001年）※映☆画次郎 名義
- 棒 Bastoni（2002年）
- Man-hole（2002年） - 牛山太郎 役
- ピカレスク 人間失格（2002年） - 筑摩書房社長 役
- DRIVE（2002年）
- 理髪店主のかなしみ（2002年） - 主演・理髪店主 役
- AIKI（2002年）
- 刑務所の中（2002年） - 田辺 役
- 11'09''01/セプテンバー11（2003年）
- 六月の蛇（2003年）
- ヴァイブレータ（2003年） - 警官 役
- 1980（2003年） - マネージャー瀬戸 役
- ふくろう（2004年） - 水道屋 役
- 海の夢、都会の虚（2004年）
- かまち（2004年） - 小森先生 役
- 恋人はスナイパー 劇場版（2004年） - 上杉勝幸 役
- Mask De 41（2004年） - 主演・倉持忠男 役
- 青い車（2004年）
- ガールフレンド（2004年）
- L'amant ラマン（2005年） - A 役
- アインシュタインガール（2005年）
- 春の雪（2005年） - 松枝家の執事・山田 役
- 大停電の夜に（2005年） - 佐伯遼太郎 役
- 狼少女（2005年）
- スクールデイズ（2005年）
- Strange Circus 奇妙なサーカス（2005年） - 編集長 役
- カミュなんて知らない（2006年） - 大山 役
- 小さき勇者たち〜ガメラ〜（2006年） - 一ツ木義光 役
- やわらかい生活（2006年） - 痴漢Kさん 役
- ゆれる（2006年） - 裁判官 役
- 神の左手 悪魔の右手（2006年） - 久保田光一郎 役
- アキハバラ@DEEP（2006年） - 刑事 役
- ラブレター 蒼恋歌（2006年） - 南雲シンジ 役
- 幽閉者 テロリスト（2007年） - 主演・国際革命軍の作戦メンバー 役
- カインの末裔（2007年） - 松村 役
- 龍が如く 劇場版（2007年） - 理髪店店主 役
- 東京タワー 〜オカンとボクと、時々、オトン〜（2007年） - 郵便配達人 役
- あしたの私のつくり方（2007年） - 上島浩二 役
- The焼肉ムービー プルコギ（2007年） - 会長の部下 役
- 0からの風（2007年）
- 転校生-さよなら あなた-（2007年）
- M（2007年）
- 仮面ライダー THE NEXT（2007年） - シザーズジャガー 役
- オリヲン座からの招待状（2007年）
- 夕映え少女（2008年） - 主演・瀬沼 役
- 世界で一番美しい夜（2008年） - 主演・一八 役
- 狂気の海（2008年） - 日本国首相 役
- クライマーズ・ハイ（2008年） - 岸円治（政経部デスク） 役
- きみの友だち（2008年）
- 短編映画集 男たちの詩 『午後三時三分十五秒の観覧車』（2008年）
- 石内尋常高等小学校 花は散れども（2008年）
- 俺たちに明日はないッス（2008年）
- 少年メリケンサック（2009年） - 清水（ジミー） 役
- 余命1ヶ月の花嫁（2009年） - 奥野 役
- 長髪大怪獣ゲハラ（2009年） - 神主 役

2010年代
- 鉄男 THE BULLET MAN（2010年） - （カメオ出演）
- 瞬 またたき（2010年） - 小木啓介 役
- 家族X（2010年） - 橋本健一 役
- GANTZ（2011年） - 鈴木良一 役
- GANTZ PERFECT ANSWER（2011年） - 鈴木良一 役
- 軽蔑（2011年） - 二宮伸二（カズの叔父）役
- あぜ道のダンディ（2011年） - 真田 役
- 探偵はBARにいる（2011年） - 松尾 役
- RIVER（2012年） - スカウトマン 修 役
- 1+1=11（2012年）
- 苦役列車（2012年） - 志賀 役
- 紫陽花とバタークリーム（2012年）
- 赤い季節（2012年）
- 黄金を抱いて翔べ（2012年） - 山岸 役
- その夜の侍（2012年） - 星信夫 役
- だいじょうぶ3組（2013年） - 灰谷慎一 役
- 相棒シリーズ X DAY（2013年） - 朽木貞義 役
- 探偵はBARにいる2 ススキノ大交差点（2013年） - 松尾 役
- 中学生円山（2013年）
- TOKYO SKY STORY（2013年）
- ルームメイト（2013年）
- MONSTERZ モンスターズ（2014年） - 雲井繁 役
- 薔薇色のブー子（2014年） - 雀田組組員・島崎 役
- 捨てがたき人々（2014年）
- 少女は異世界で戦った（2014年） - ナレーション
- ぶどうのなみだ（2014年） - 警官のアサヒさん 役
- バンクーバーの朝日（2014年） - 松田忠昭 役
- さよなら歌舞伎町（2015年） - 久保田正志 役
- TOO YOUNG TO DIE! 若くして死ぬ（2016年） - 馬頭 役
- PとJK（2017年） - 山本 役
- ねこあつめの家（2017年） - 浅草 役
- 探偵はBARにいる3（2017年） - 松尾 役
- 伊藤くん A to E（2018年） - 塾長（伊藤のおじ） 役
- 終わった人（2018年） - 青山俊彦 役
- ルームロンダリング（2018年） - 西前 役
- 孤狼の血（2018年） - 土井秀雄 役
- パラレルワールド・ラブストーリー（2019年） - 須藤隆明 役
- いちごの唄（2019年） - カメオ出演
- 見えない目撃者（2019年） - 木村友一 役

2020年代
- ファンシー（2020年）
- ＃ハンド全力（2020年） - マサオの父・正志 役
- ミッドナイトスワン（2020年） - 洋子ママ役
- Fukushima 50（2020年）- 福原和彦(福島第一原発 ユニット所長（副本部長）)役
- バイプレイヤーズ 〜もしも100人の名脇役が映画を作ったら〜（2021年） - 主演・田口トモロヲ（本人）役（4人での複数主演）
- 夏への扉 -キミのいる未来へ-（2021年6月25日、東宝・アニプレックス） - 遠井教授 役
- 夕方のおともだち（2022年2月4日、配給：彩プロ）
- LOVE LIFE（2022年） - 誠 役
- 青春ジャック 止められるか、俺たちを2（2024年）
- アイミタガイ（2024年）
- 劇場版ドクターX FINAL（2024年） - 進藤悠介 役
- 嗤う蟲（2025年）
- 片思い世界（2025年） - 加山次郎 役

### Vシネマ
- ザ・ギニーピッグ2 ノートルダムのアンドロイド（1988年、ジャパンホームビデオ）
- DINO（1994年）
- オールナイトロング3 最終章（1996年） - 川崎 役
- FULL METAL（フルメタル） 極道（1997年） - 平賀玄白(科学者)
- ライン the line（1999年）
- 暴き屋 保険調査裏仕事人（2000年） - アカネコ
- 女郎蜘蛛（2000年） - 関東テレビ ニュース番組プロデューサー
- 岸和田少年愚連隊 カオルちゃん最強伝説シリーズ（2001年 - 2007年、セディックインターナショナル） - 倉本
  - 岸和田少年愚連隊 カオルちゃん最強伝説 EPISODE-2 ロシアより愛をこめて（2001年）
  - 岸和田少年愚連隊 カオルちゃん最強伝説 EPISODE-FINAL スタンド・バイ・ミー（2002年）
  - 岸和田少年愚連隊 カオルちゃん最強伝説 番長足球（2003年）
  - 岸和田少年愚連隊 カオルちゃん最強伝説 妖怪地獄（2003年）
  - 岸和田少年愚連隊 カオルちゃん最強伝説 マレーの虎（2005年）
  - 岸和田少年愚連隊 カオルちゃん最強伝説 女番哀歌 スケバンエレジィ（2007年）
  - 岸和田少年愚連隊 カオルちゃん最強伝説 中華街のロミオとジュリエット（2007年）
- 死神の刃（2010年） - 国松組若頭 ワタセ
- 任侠沈没（2011年） - 主演・赤竜組若頭 大紋寺龍伍
- 半端（2018年、オールインエンタテインメント）全2作 - 主演・山城組若頭補佐 佐伯組組長 佐伯博司
  - 半端（2018年2月）
  - 半端 完結編（2018年4月）

### テレビドラマ
- シャボン玉の消えた日（1989年12月31日、日本テレビ系） - 植木等 役
- 美少女仮面ポワトリン 第10話（1990年3月11日、フジテレビ） - 井上 役
- 大河ドラマ（NHK総合）
  - 翔ぶが如く（1990年） - 坂東 役
  - 太平記（1991年） - 彦部十郎 役
  - 毛利元就（1997年） - 足利義稙 役
  - いだてん〜東京オリムピック噺〜（2019年） - 金栗信彦 役
- 世にも奇妙な物語 『峠の茶屋』（1991年2月14日、フジテレビ系）
- 土曜ドラマ（NHK総合）
  - 私が愛したウルトラセブン（1993年） - 金城哲夫 役
  - 外事警察 第1話（2009年11月14日） - 谷村博 役
- if もしも『打ち上げ花火、下から見るか? 横から見るか?』（1993年8月26日、フジテレビ系） - 祐介の父 役
- 誘惑の夏（1993年、東海テレビ制作・フジテレビ系）
- お助け同心が行く! 第4話「拘引 -かどわかし-」（1993年、テレビ東京）
- ゲーム・ザ・ヘブン（1993年、WOWOW） - 麻屋タケヒコ 役
- 妖蝶キリコ（1994年、WOWOW） - 山本恭一 役
- リング〜事故か!変死か!4つの命を奪う少女の怨念 ドラマスペシャル（1995年、フジテレビ系） - 長尾城太郎 役
- 100億の男（1995年7月 - 9月、関西テレビ制作・フジテレビ系） - 根本健治（ショーケン） 役
- BLACK OUT Futurity 3「ウイルス」（1995年11月4日、11月11日、テレビ朝日） - 鷹波英明 役
- 3番テーブルの客 第4回（1996年11月11日、フジテレビ）
- 金魚のフン（1996年8月 - 9月、テレビ朝日）
- サイコメトラーEIJI CASE 4（1997年2月15日・22日、日本テレビ系） - 犬塚竹男 役
- いとしの未来ちゃん 第6話（1997年5月17日、テレビ朝日）
- 恋、した。（1997年4月 - 9月、テレビ東京） - マスター 役
- 運命の恋人（1997年12月22日・23日、テレビ朝日） - 辻安兵衛 役
- 七瀬ふたたび（1998年4月 - 7月、テレビ東京） - 西尾 役
- つげ義春ワールド「別離」（1998年8月11日（10日深夜）・18日（17日深夜）、テレビ東京） - 主演・僕 役
- なっちゃん家 第1話（1998年10月3日、日本テレビ）
- P.A.第8話「純愛のフルマラソン」（1998年12月5日、日本テレビ系）
- 連続テレビ小説（NHK総合）
  - すずらん（1999年） - 石澤勝彦 役
- 多重人格探偵サイコ / 雨宮一彦の帰還（2000年、WOWOWドラマ） ‐ ルーシー・モノストーン 役
- 私立探偵 濱マイク 第11話（2002年9月9日、よみうりテレビ制作・日本テレビ系）
- ボイスレコーダー〜残された声の記録〜ジャンボ機墜落20年目の真実（TBS系、2005年8月12日） - 高濱雅己（JAL123便機長）役
- 春、バーニーズで（2006年2月19日、WOWOW） - 閻魔 役
- ハリ系（2007年10月 - 12月、日本テレビ系） - 鰐淵さん 役
- 銭ゲバ 第1話・第2話、第6話、最終話（2009年1月17日・24日、2月21日、3月14日、日本テレビ系） - 寺田修司 役
- 深夜食堂（2009年、毎日放送・TBS） - 作詞家 役
- デカワンコ（日本テレビ系） - 田村和正 役
  - デカワンコ（連続ドラマ版）（2011年）
  - デカワンコ ちょっとだけリターンズ（2011年）
  - デカワンコ 新春スペシャル（2012年）
- アイシテル〜絆〜（2011年9月21日、日本テレビ）
- QP（2011年10月 - 12月、日本テレビ系） - ヒコ 役
- 仮面ライダーウィザード 第52話・最終話（2013年9月22日・29日、テレビ朝日） - アマダム 役
- 殺しの女王蜂 第3話（2013年10月18日、テレビ東京）- 羊 役
- 植物男子ベランダー（NHK BSP） - 主演・ベランダー 役 
  - パイロット版（2013年）
  - 植物男子ベランダー（連続ドラマ版）（2014年）
  - 植物男子ベランダー SEASON2（2015年）
  - 植物男子ベランダー 俺のウィンタースペシャル（2015年）
  - 植物男子ベランダー SEASON3（2016年）
  - よるドラ 植物男子ベランダー（2018年4月7日 - 7月、NHK総合） ※地上波放送
- ロング・グッドバイ（2014年4月 - 5月、NHK総合） - 羽丘 役
- 連続ドラマW・荒地の恋（2016年1月 - 2月、WOWOW） - 有川信夫 役[17]
- 吉祥寺だけが住みたい街ですか?（2016年10月 - 12月、テレビ東京） - 御厨三郎 役[18]
- コールドケース 〜真実の扉〜 第1話（2016年10月22日、WOWOW） - 工藤健介 役
- イマジカBS開局20周年記念ドラマ・ひと夏の隣人（2016年11月4日、イマジカBS） - 鈴木次郎 役
- バイプレイヤーズ（テレビ東京） - 主演・田口トモロヲ（本人） 役
  - バイプレイヤーズ 〜もしも6人の名脇役がシェアハウスで暮らしたら〜（2017年1月 - 3月） - 6人での複数主演 [19]
  - バイプレイヤーズ 〜もしも名脇役がテレ東朝ドラで無人島生活したら〜（2018年2月 - 3月） -  5人での複数主演
  - バイプレイヤーズ 〜名脇役の森の100日間〜（2021年1月9日 - 3月） - 4人での複数主演
- 名刺ゲーム（2017年12月、WOWOW） - 片山章二 役
- この世界の片隅に（2018年7月 - 9月、TBS） ‐ 北條円太郎 役
- ルームロンダリング（2018年11月7日 - 28日、MBS） - 西前 役
- インハンド（2019年4月12日 - 6月21日、TBS） - 山崎裕 役
- ひとりキャンプで食って寝る 第9話（2019年12月14日、テレビ東京） - 鈴村徹 役
- アライブ がん専門医のカルテ（2020年1月9日 - 3月19日、フジテレビ） - 山本忠司 役
- 名建築で昼食を（2020年8月16日 - 10月18日、テレビ大阪・BSテレ東） - 主演・植草千明 役（W主演：池田エライザ）[20]
  - 名建築で昼食をスペシャル 横浜編（2021年1月23日、テレビ大阪・BSテレ東） - 同上
  - 名建築で昼食を 大阪編（2022年8月17日 -  9月22日、テレビ大阪・テレビ東京） - 同上[21]
- 5分後に意外な結末 第1週「呪いの指輪」（2022年9月22日 、読売テレビ・日本テレビ） - 塚田鋼二 役[22]

### Webドラマ
- 火花（2016年6月3日、Netflix） - 日向征太郎 役[23]
- ハピゴラ!（2018年11月30日 - 12月28日、GYAO!） - 藪池 役
- 新聞記者（2022年1月13日配信、Netflix）- 黒崎正 役
- サンクチュアリ -聖域-（2023年5月4日配信、Netflix） - 時津 役[24]
- 欲望の街（2023年 - 、U-NEXT） - 杉山高志 役
- 忍びの家 House of Ninjas（2024年2月15日、Netflix） - 浜島仁 役[25]

### テレビ
- お菓子な話（1992年、WOWOW）
- テレ遊びパフォー!（2009年2月24日、NHK総合）
- ボクらの時代（2009年2月15日、フジテレビ）

### ラジオ
- らじるの男（2018年6月 - 、NHKラジオ第1・FM）

### 劇場アニメ
- バイオレンス・ボイジャー（2019年） - 古池 役[26]

### ドラマCD
- かまいたちの夜2 監獄島のわらべ唄 オリジナルストーリードラマ（久保田俊夫）

### ナレーター
- プロジェクトX〜挑戦者たち〜 → 新プロジェクトX〜挑戦者たち〜（NHK総合）
- サウスパーク（ギャリソン先生／ティミー）
- WOWOW版バットマン（バットマン）
- チーム★アメリカ/ワールドポリス（ショーン・ペン）
- バベル〜The Tower of Babel〜（BSフジ）
- ハケンの品格（日本テレビ系）
- 横町慶子SOLO ACT VOL.01「かわうそ」
- MR.BRAIN（TBS系）
- NTT西日本コミュニケーション大賞
- NHKオーディオドラマ「リバイバル」
- あさイチ（NHK総合）
- 世界の果てまでイッテQ!（日本テレビ系。番組内のパロディーコーナー「プロジェクトQ」として金子貴俊出演企画を中心にナレーションを担当）
- ドクターX〜外科医・大門未知子〜（テレビ朝日系）
- ドクターY〜外科医・加地秀樹〜（テレビ朝日系）
- あまちゃん（第107話劇中の語り（『プロジェクトX〜挑戦者たち〜』のパロディである「プロダクトA」）、NHK総合）
- 映画『断食芸人』（2016年）
- パレ・ド・Z〜おいしさの未来〜（BSフジ） - パレ・ド・Z館長 役（ナレーション）

### CM
- 浜名湖競艇場 (東海地区及び静岡県ローカル「浜名湖三兄弟シリーズ」。田口が演じたのは次男。)
- マスターカード
- コスモ石油「ずっと地球で暮らそう。プロジェクト」（ナレーションのみ）
- 日本生命「愛する人のために」シリーズ（すべてナレーション担当、「改札篇」のみ出演。肘井美佳と共演）
- 日産自動車「ステージア」（栗山千明、水島かおりと共演）
- 日産自動車 「セドリックシーマ」（ナレーションのみ）
- 大洋薬品工業（現・武田テバファーマ、ナレーションのみ）
- カネボウ「いち髪」（ナレーションのみ）（2006年）
- 東芝液晶テレビTV「REGZA」（ナレーションのみ）
- 政府広報「ストップ・エイズ」（ナレーションのみ）（2007年）
- 図研（ナレーションのみ）（2009年11月 - ）
- カシオ計算機「G-SHOCK」（ナレーションのみ）
- パイロットコーポレーション「アクロボール」（ナレーションのみ）
- 東京ガス「ガ、スマート!」（2012年9月 - 、二階堂ふみと共演）
- サントリー「のんある晩酌 レモンサワー ノンアルコール」『仲間で飲んでみた 3/2新発売』篇（2021年）

### ミュージック・ビデオ
- GRAPEVINE「会いにいく」

### 舞台
- 毛皮族の「天国と地獄」（2007年）
- 三文オペラ（2009年）
- アンデルセンの卵（2012年）
- 遠い夏のゴッホ（2013年2月 - 3月） - ブックハウス 役
- ア・フュー・グッドメン（2015年6月） - ネイサン大佐 役
- INSPIRE 陰陽師（2020年12月31日 - 2021年1月6日、日生劇場） - 芦野道隆 役
- 千と千尋の神隠し（2022年・2024年） - 釜爺 役[27]

### ゲーム
- シャドウ・オブ・ザ・ダムド（2011年） - エリオット 役
  - シャドウ・オブ・ザ・ダムド：ヘラ・リマスタード（2024年（予定）） - エリオット 役

## 音楽
ばちかぶりも参照。
- 高級芸術宣言（1984年） - LPレコー ド ※巻上公一プロデュース 
  - 秋山道男、荒木経惟、糸井重里、上杉清文、蛭子能収、奥村正、木村恒久、栗本慎一郎、小林のり一、小峯隆生、末井昭、鈴木祐弘、滝本淳助、田口智朗、平岡正明、古舘伊知郎、巻上公一、南伸坊
- マンダム 男の世界（1995年） - CDシングル ※ブロンソンズ名義
- スーパーマグナム（1997年） - CDアルバム ※ブロンソンズ名義
- 大人パンク!（2011年） - CDアルバム ※LASTORDERZ名義

## 書籍
漫画
- 増刊劇画アリス 田口智朗の世界（アリス出版）
  - ※「田口智朗」名義。1979年11月発行。沖縄で起こった事件を元にした描き下ろし50ページ長編「行け!帰ることなく」のほか、朝鮮人問題を扱った「殺しが静かにやってくる」、埼玉の連続暴行グループを描く「暴行魔、走る!!」、ライフル銀行強盗事件を元にした「勝手にしゃ〜がれ」、男女の道行を描いた「新男女読本」など実話を元にしたバイオレンス作品が多数収録されている。

- ノーパン・パニック（サン出版）
  - ※「田口智朗」名義。1981年に刊行された唯一の漫画単行本。そのため、単行本未収録作品も多い。

著書
- ブロンソンならこう言うね（ちくま文庫）※「ブロンソンズ」（田口トモロヲ + みうらじゅん）名義
  - ※『ブロンソンならこう言うね〜マニア・カルト一生相談〜』（ごま書房）の文庫版。